# Coradion altivelis

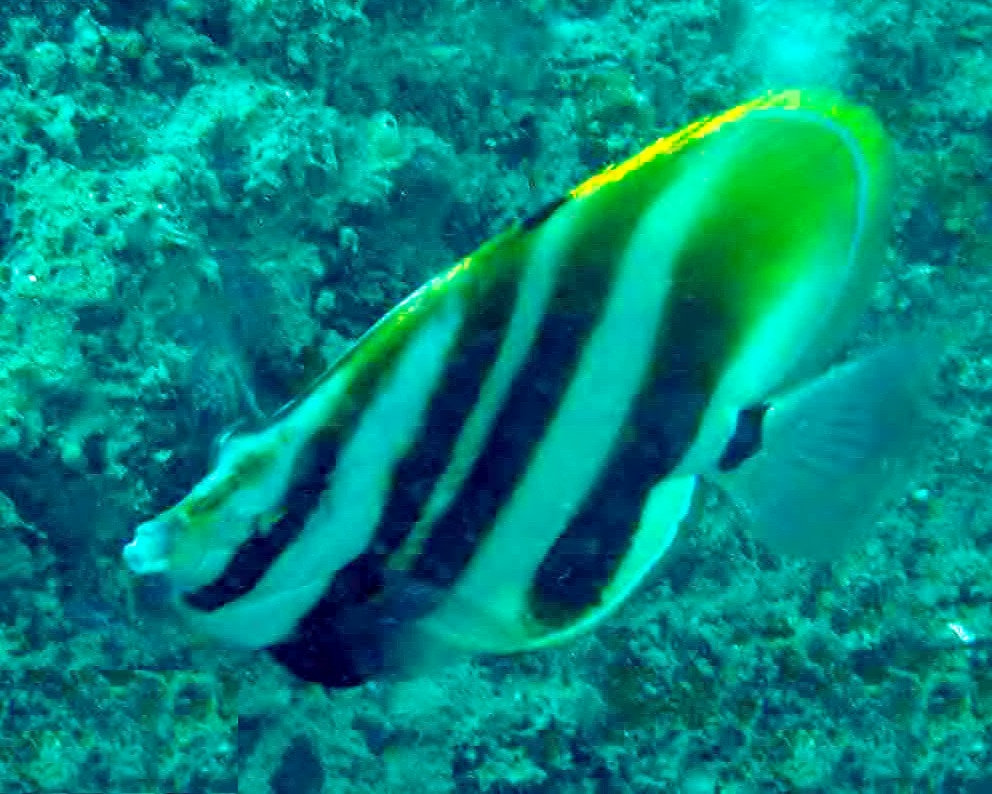
Ejemplar adulto en Koh Phangan, Tailandia

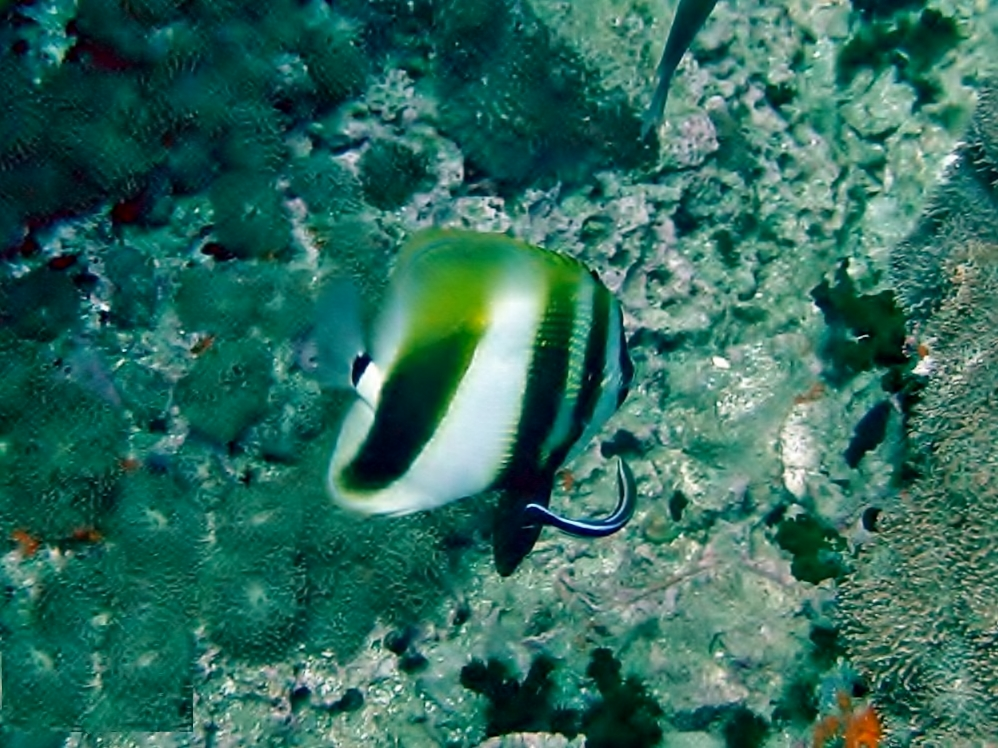
Un Labroides dimidiatus aproximándose para desparasitar a C. altivelis

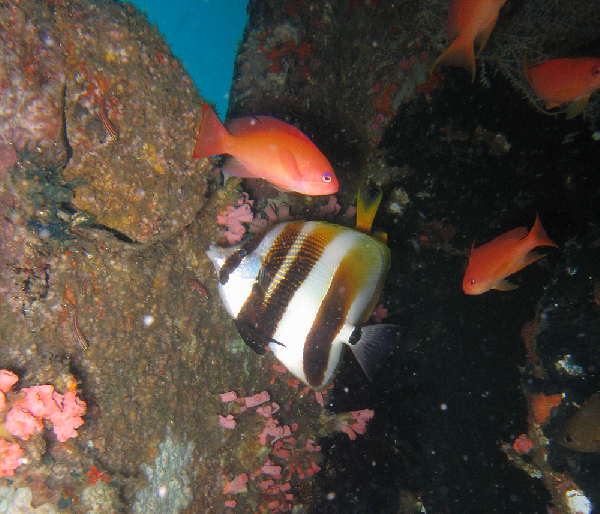
Ejemplar adulto en Mabini, Batangas, Filipinas

El pez coral de aleta alta (Coradion altivelis) es una especie de pez marino de la familia Chaetodontidae. 
Es una especie no común en su rango de distribución, pero con poblaciones estables. Ampliamente distribuida en hábitats costeros, no restringida a arrecifes coralinos. Raramente exportada para el mercado de acuariofilia.

## Morfología
Posee la morfología típica de su familia, cuerpo ovalado y comprimido lateralmente. Su coloración base es blanca, con una franja vertical, marrón oscuro, que atraviesa el ojo y una boca estrecha y puntiaguda. En los lados del cuerpo, tiene tres bandas anchas verticales, color marrón oscuro, que se prolongan hacia la aleta dorsal, difuminándose en un tono más amarillento. La primera cubriendo la base de la aleta pectoral, la segunda contigua a la primera y juntándose a ella en el vientre, y la tercera, que es más ancha, une las partes posteriores de las aletas dorsal y anal. Las aletas pectorales y la caudal son transparentes, teniendo esta última una banda vertical negra en su base. 
Los juveniles, en el extremo superior de la parte trasera de la aleta dorsal, tienen un gran punto negro, rodeado con un anillo blanco, a modo de ocelo, lo que, unido a la banda que les tapa el ojo, es un recurso muy utilizado en la familia para despistar a sus predadores. 

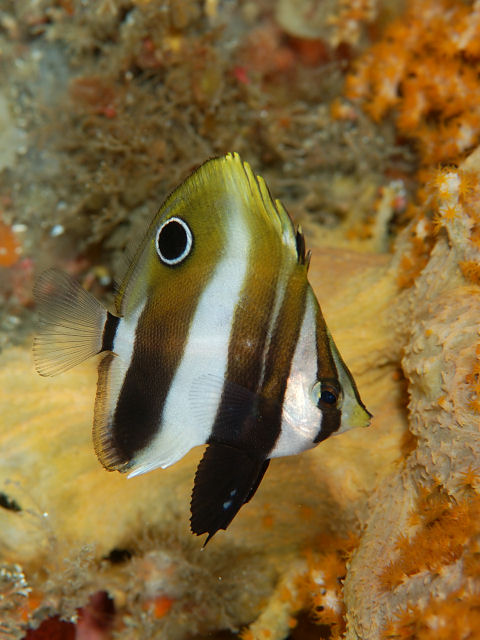
Ejemplar juvenil con el ocelo característico
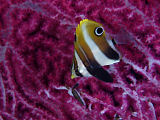
Ejemplar juvenil en Osezaki, Izu, Japón

Tiene 8 espinas dorsales, entre 31 y 33 radios blandos dorsales, 3 espinas anales, y entre 20 y 22 radios blandos anales.
Alcanza hasta 18 cm de longitud.

## Hábitat y comportamiento
Especie no migratoria, asociada a arrecifes. Es un pez costero, y habita, tanto los arrecifes interiores con mezcla de algas y corales, como en abruptas simas costeras. Se les ve normalmente en parejas. 
Su rango de profundidad está entre 3 y 30 metros, aunque se han reportado localizaciones hasta 169 m, y en un rango de temperatura entre 20.38 y  28.13 °C.

## Distribución
Ampliamente distribuido en los océanos Índico y Pacífico. Es especie nativa de Australia; Birmania; Camboya; China; Filipinas; Indonesia; Japón; Malasia; Nueva Caledonia; Papúa Nueva Guinea; islas Salomón; Tailandia; Taiwán; Vanuatu y Vietnam.

## Alimentación
Es omnívoro, y se alimenta, tanto de algas, como de pequeños invertebrados. No obstante, como las otras especies del género, probablemente se alimente principalmente de esponjas.

## Reproducción
Son dioicos, o de sexos separados, ovíparos, y de fertilización externa. El desove sucede antes del anochecer. Forman parejas durante el ciclo reproductivo, pero no protegen sus huevos y crías después del desove.
Su nivel de resiliencia es alto, doblando la población en menos de 15 meses.